# Jonathan Bornstein
Jonathan Rey Bornstein (Torrance, 7 de Novembro de 1984) é um futebolista dos Estados Unidos da América.